# Donatello
Donatello, pravog imena Donato di Niccolo di Betto Bardi, je bio talijanski kipar (Firenca, oko 1386. – Firenca, 13. prosinca 1466.); majstor ranorenesansnoga kiparstva inspiriran antičkim idealima.

## Životopis
Donatello je prvu kiparsku poduku stekao kod Nicolla di Banca, a pristupio je u Ghibertijevu radionicu u dobi od 18. g., oko 1403. g., te s Ghiberttijem ostao tri godine. Donatello je bio obdaren svime što je bilo potrebno tadašnjem umjetniku: izvanredna tehnička jasnoća, duboka privrženost humanističkim idealima, ne manje duboka temperamenta i neka vrsta unutarnje žudnje koja ga je gonila da ispovijeda vlastiti nemir unatoč strogom nadzoru blistava uma. 
Za pročelje firentinske prvostolnice u mramoru je izveo niz kipova svetaca i proroka. 
Iz toga ranijeg perioda Donatellova stvaralaštva potječe i njegov prvi David, tzv. David u mramoru, kojeg je napravio za grad Firencu (David je bio simbol otpora Firence prema moćnijem neprijatelju Milanu). 
U nišama Or San Michele u Firenci Donatello je izradio dvije skulpture koje tako samostalno stoje i upiru izvan tog gotičkog arhitektonskog okvira da su životnije od antičkih skulptura. Jedna predstavlja Sv. Marka (1411. – 1413.), a druga je zaštitnik Firence Sv. Juraj (1415. – 1417.). Ispod Jurja nalazi se jedinstven plošni reljef koji posjeduje dotad nepoznatu iluziju beskrajne dubine. Nešto što nije uspjelo ni antičkim umjetnicima. 
U nišama Giottovog zvonika nalaze se četiri proroka (1416. – 1435.). Ovi proroci se odlikuju snažnom modelacijom i odlučnom karakterizacijom. Za to doba realizam karaktera je revolucionaran. 
Oko 1425. g. radio je reljef Herodova gozba za krstionicu Sv. Ivana katedrale u Sieni. To je najstariji primjer reljefa rađenih po principu Brunelleschijeve linearne perspektive.
Oko 1430. g. nastaje akt Brončani David i kameno portretno poprsje Nicollo da Uzzana, prvi takvi primjerci poslije antike, prorotipovi svih poslije koncipiranih djela tog žanra. Donatellov Brončani David je prva gola skulptura u prirodnoj veličini još od antike, a jedinstven je po divno uravnoteženom contrappostu nedoraslog dječaka.
Boravak u Rimu i studij antičkih spomenika s Brunelleschijem ostavlja još dublje tragove u njegovim kasnijim radovima. Nastaju djela inspirirana antičkom težnjom realnog prikaza ljudskog lika i njihovog karaktera (Navještenje u firentinskoj crkvi Sta Croce). Reljefi s dječacima koji plešu, sviraju ili pjevaju su antički motivi putta, preuzeti s rimskih sarkofaga i oblikovani kao anđeli.
Godine 1443. Donatello napušta Firencu i odlazi na sjever, u Padovu, gdje vlada Mletačka Republika. Donatella su unajmili da radi raspelo i uredi baziliku Sv. Antuna Padovanskog. Iako je na sjeveru Italije bio kritiziran zbog preživotnog i nedovoljno klasičnog oblikovanja ljudskog tijela, u Padovi izvodi brojne radove za baziliku sv. Antuna (Raspeće) i u bronci lijeva čuveni konjanički kip venecijanskog kondotjera Gattamelate (oko 1445. – 1450.). To je umjetnikovo najveće djelo u bronci, prvo djelo te vrste u renesansi izrađeno po uzoru na kip rimskog cara Marka Aurelija, te antičkih konja na pročelju crkve sv. Marka u Veneciji. Prva konjanička skulptura nakon antike koja slobodno stoji u prostoru nalazi se još uvijek na prvobitnom položaju na visokom postolju ispred bazilike Sv. Antuna Padovanskog.
To razdoblje je najplodnije umjetnikovo razdoblje. Donatello ima radionicu s 20 pomoćnika. U četiri godine iz Donatellove radionice izašlo je 29 skulptura od kojih je 16 umjetnik načinio vlastitom rukom.
Donatello se vraća u Firencu. Nakon deset godina odsustva u Firenci se umjetnička i duhovna klima mnogo promijenila. Njegova djela do 1466. g. prolaze pokraj glavnog toka, ali možda sa svojom snagom izražajnosti nadilaze sve što je umjetnik do sada napravio. U posljednjoj fazi okreće se naturalističkoj ekspresiji (Judita i Holoferno; Marija Magdalena). 
Znatno je utjecao i na slikarstvo quattrocenta u nastojanju za anatomski što vjernijom i plastičnom modelacijom tijela.
Godine 1466., Donatello, najraniji “usamljeni genije” renesansnog kiparstva, je umro. Sahranjen je, po želji Cosima de' Medicia, u crkvi San Lorenzo kraj Cosimovog groba.

## Djela
Ivan Evanđelist, jedna od četiri velike skulpture u stolnoj crkvi u Firenzi je prva samostalna skulptura mladog kipara. Radio ju je 6 godina. Od tada je počeo Donatellov uspon. 
Na Mramornom Davidu se da primijetiti još uvijek snažna gotička linija, ali i nova kvaliteta u vidu savitljive elegancije cijele kompozicije. Golijatova glava podsjeća na likove antičkih bogova. Iz računa koje je Donatello ispostavio znamo da je cijela skulptura bila obojena, tako da je davala jako vedar ton jednom u zbilji surovom prizoru.
Svaki od Proroka s katedrale u Firenci ima svoj karakter za koji je Donatello proučavao Bibliju i prenosio u kamen svoja zapažanja. Da je i sam umjetnik iznimno cijenio svoje djelo govori i činjenica da je to prvo njegovo potpisano djelo. Skulpture su smještene na 40tak metara visine i teško su vidljive čak i s krovova susjednih zgrada, međutim kada su pitali Donatella zašto se trudio toliko na njima kada ih nitko neće vidjeti, on je odgovorio: Ali, vidjet će ih Bog!
Prvo Donatellovo djelo u bronci, kip Sv. Ljudevita od Toulousea, su naručili francuski plemenitaši koji su postajali sve moćniji. Tehniku lijevanja u bronci Donatello je naučio od svog majstora Ghibertija.
Herodova gozba je jedan od najstarijih primjera reljefa rađenih po principu Brunelleschijeve linearne perspektive. Nezgrapno koncipirani likovi u prednjem planu nam nagovještavaju da gledamo dalje, te tako vidimo u središnjem otvorenom prostoru drugi plan, te se otvaraju arkade i vidi se nadalje treći plan i sve tako u beskrajnu dubinu.
Jedan od razloga zašto je Donatello došao u Padovu je veliki konjički spomenik Gattamelate (rađen oko 1445. – 1450.), nešto ranije preminulog velikog Mletačkog vojskovođe. Ogromna statua, 3,36 x 3,96 m, izvrsno je uravnotežena. najveći problem kod konjičkih skulptura je taj što tanke noge nose ogromnu težinu tijela. Kod svih dotadašnjih skulptura jedna noga konja je bila u zraku, što je izbacivalo iz ravnoteže cijelu kompoziciju. Donatello je pod tu podignutu nogu postavio modernu topovsku kuglu i tako je s jednom malom intervencijom uravnotežio cijelu kompoziciju. Gattamelata je rađen po najnovijoj renesansnoj modi; on nije dio grobnice, već je namijenjen tome da ovjekovječi slavu velikoga vojnika. Donatello je stvorio lik koji potpuno sjedinjuje ideal i stvarnost. Generalov oklop je kombinacija moderne konstrukcije i klasičnih pojedinosti. Glava je neobično individualna, ali i obdarena pravom rimskom plemenitošću.
Drvena Marija Magdalena (1455.) je vjerojatno najbolji primjer umjetnikove težnje da prikaže duboku religioznost i ljudsku suosjećajnost. Samom temom i udaljavanjem od ideala renesanse, pobjedom ljudskog duha nad tijelom u njoj vidimo vraćanje onoj gotičkoj pobožnosti.

## Galerija
- Sv. Marko, 1411.-1413., mramor, Or San Michele, Firenca.ppp
- Prorok ("golobradi"), 1416., mramor, Muzej katedrale u Firenci.
- Grobnica pape Ivana XXIII, 1419., Krstionica u Firenci.
- Herodova gozba (Donatello), 1423.-27.
- Portret Niccole da Uzzana, 1432., terakota, Bargello
- Judita i Holoferno, 1455., bronca, Palača Vecchio, Firenca.
- Chellinijeva Gospa, 1456., bronca, Muzej Viktorije i Alberta, London.

## Poveznice
- Rana renesansa
- Povijest Italije
- Kiparstvo

## Vanjske poveznice
- Životopis Donatella s daljnim poveznicama
- Donatello: Galerija fotografija
- Donatello, Projekt Gutenberg.